# Northwest Jackson (Dakota del Sur)
Northwest Jackson es un territorio no organizado ubicado en el condado de Jackson en el estado estadounidense de Dakota del Sur. En el Censo de 2010 tenía una población de 95 habitantes y una densidad poblacional de 0,23 personas por km².

## Geografía
Northwest Jackson se encuentra ubicado en las coordenadas 43°54′2″N 101°52′53″O / 43.90056, -101.88139. Según la Oficina del Censo de los Estados Unidos, Northwest Jackson tiene una superficie total de 421.98 km², de la cual 419.85 km² corresponden a tierra firme y (0.5%) 2.12 km² es agua.

## Demografía
Según el censo de 2010, había 95 personas residiendo en Northwest Jackson. La densidad de población era de 0,23 hab./km². De los 95 habitantes, Northwest Jackson estaba compuesto por el 89.47% blancos, el 0% eran afroamericanos, el 4.21% eran amerindios, el 0% eran asiáticos, el 1.05% eran isleños del Pacífico, el 0% eran de otras razas y el 5.26% pertenecían a dos o más razas. Del total de la población el 0% eran hispanos o latinos de cualquier raza.